# Sam van Rossom
Sam Tom Bert van Rossom (Gante, Bélgica, 3 de junio de 1986), más conocido como Sam van Rossom, es un exjugador de baloncesto belga y su último equipo fue el BC Oostende de la BNXT League. Mide 1.88 m y puede actuar tanto de base como de escolta. Ha sido internacional absoluto con Bélgica desde 2006.
El base belga jugó en el Valencia Basket de 2013 a 2023, siendo retirado el número 9 del club el 10 de mayo de 2025.

## Primeros años
Formado en el club de su ciudad, el Optima Gante, desde los 6 hasta los 16 años jugó en los equipos de Bobcat Gent, Gent United y Black Bears Gent, pertenecientes al Optima Gante.

## Carrera profesional
Estuvo después en el BCC De Pinte tres temporadas, (en segunda y tercera división) y posteriormente fichó por el Telindus Oostende en 2005, club con el que conquistó dos Liga Belga y una Copa. Allí disputó la Copa ULEB. La temporada 2007-2008 fue su mejor temporada en Oostende, promediando 11.5 puntos y 3.2 asistencias por partido. Participó en el Reebok Eurocamp de Treviso de 2008.
En 2008 firmó tres años con Armani Jeans Milano, pero pasó dos temporadas cedido en el Scavolini Pesaro, donde en su segunda temporada jugó Eurochallenge. En 44 partidos en la LEGA con Pesaro promedió 6.4 puntos. Al final de la segunda temporada rescindió su contrato con Milano.
En 2010 firmó un año con el CAI Zaragoza, contrato que renovó al final de temporada por otros dos años. Después de la renovación fue uno de los pilares más importantes del equipo, sobre todo en su última temporada, jugando la Supercopa ACB y disputando los Play-offs por el título y ayudando al equipo a clasificarse para la Copa del Rey.
Después de esas dos magníficas temporadas en Zaragoza, firmó por tres años con el Valencia Basket, con el que ha conquistado dos Eurocup y la Liga ACB 2016-17.
Al término de la temporada 2022-23, tras 10 años como jugador del club taronja, anunció su decisión de dejar el club para intentar retirarse en su Bélgica natal. El Valencia Basket retiró su número 9 como homenaje, y dio su nombre a una pista de L'Alqueria.
El 14 de junio de 2023, firma por el BC Oostende de la BNXT League.

## Internacionalidad
- 2005. Bélgica. Europeo Sub-20 División B, en Varna, Bulgaria.
- 2007. Bélgica. Fase de clasificación Eurobasket 2007.
- 2008. Bélgica. Fase de clasificación Eurobasket 2009.
- 2010. Bélgica. Fase de clasificación Eurobasket 2010.
- 2011. Bélgica. Eurobasket 2011 en Lituania.
- 2012. Bélgica. Fase de clasificación Eurobasket 2013.
- 2013. Bélgica. Eurobasket 2013 en Eslovenia.
- 2015. Bélgica. Eurobasket 2015.

## Estadísticas

### Euroliga
| Año       | Equipo   | PJ | PT | MPP  | %TC  | %3P  | %TL  | RPP | APP | ROB | TPP | PPP  |
| --------- | -------- | -- | -- | ---- | ---- | ---- | ---- | --- | --- | --- | --- | ---- |
| 2014-2015 | Valencia | 5  | 5  | 30.0 | .469 | .333 | .571 | 2.4 | 5.0 | 1.2 | .0  | 11.4 |
| Total     |          | 5  | 5  | 30.0 | .469 | .333 | .571 | 2.4 | 5.0 | 1.2 | .0  | 11.4 |